# 앞다리 (쇠고기)

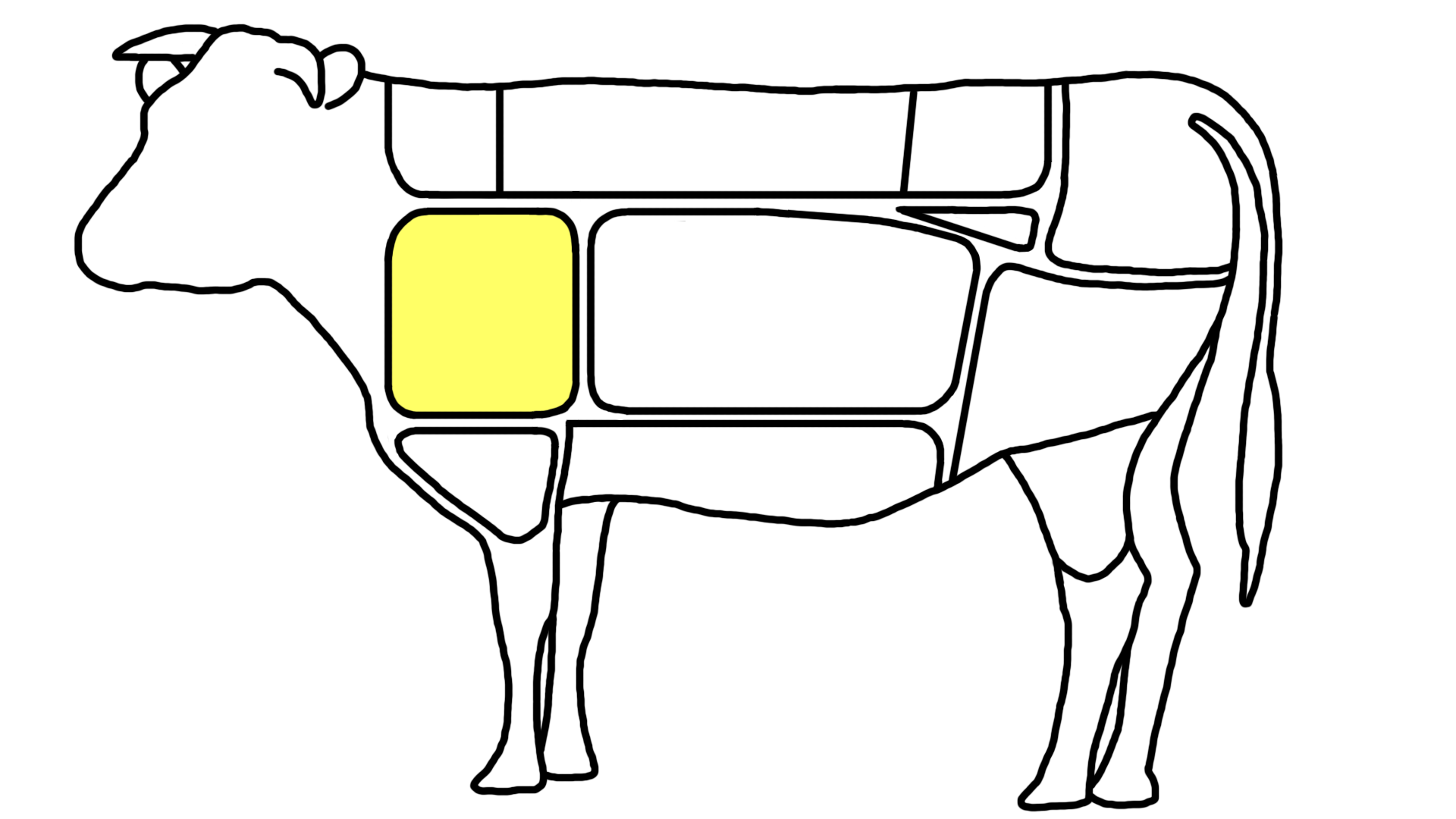
앞다리

쇠고기 앞다리는 소의 앞다리 쪽에 붙은 살이다.

## 부위
쇠고기 앞다리는 꾸리살, 부채살, 부채덮개살, 앞다리살, 갈비덧살로 이루어져 있다.

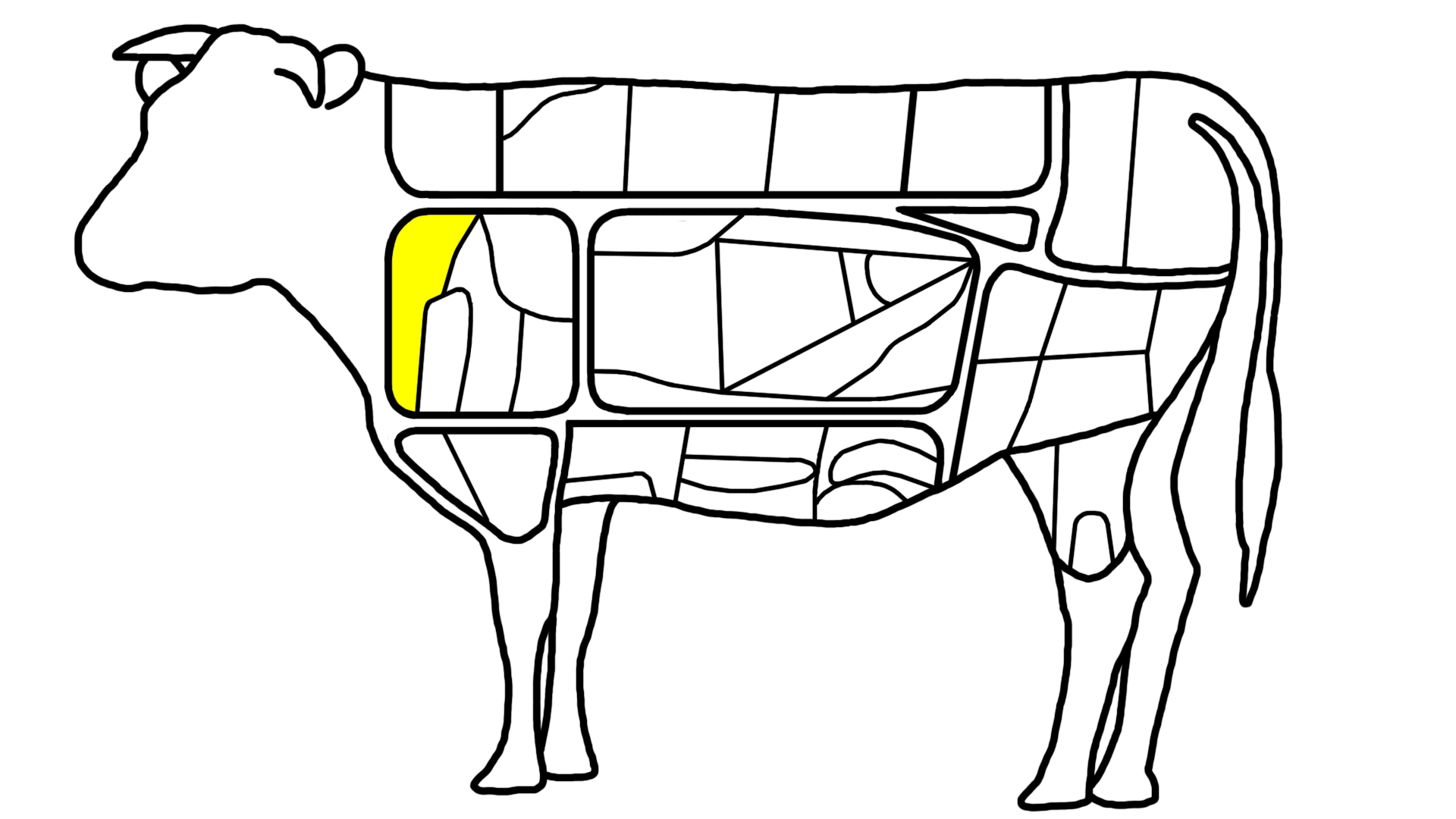
꾸리살
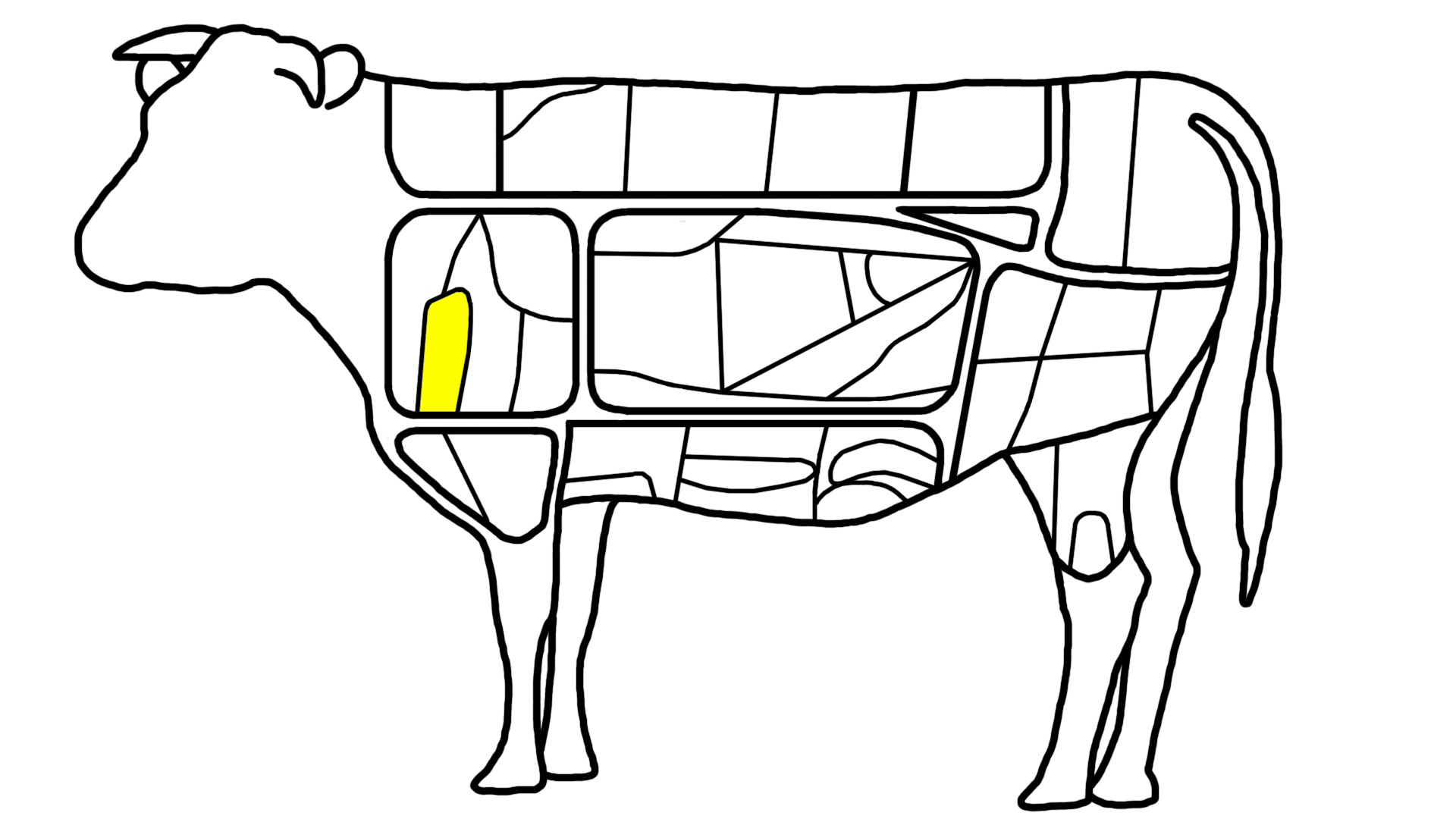
부채살
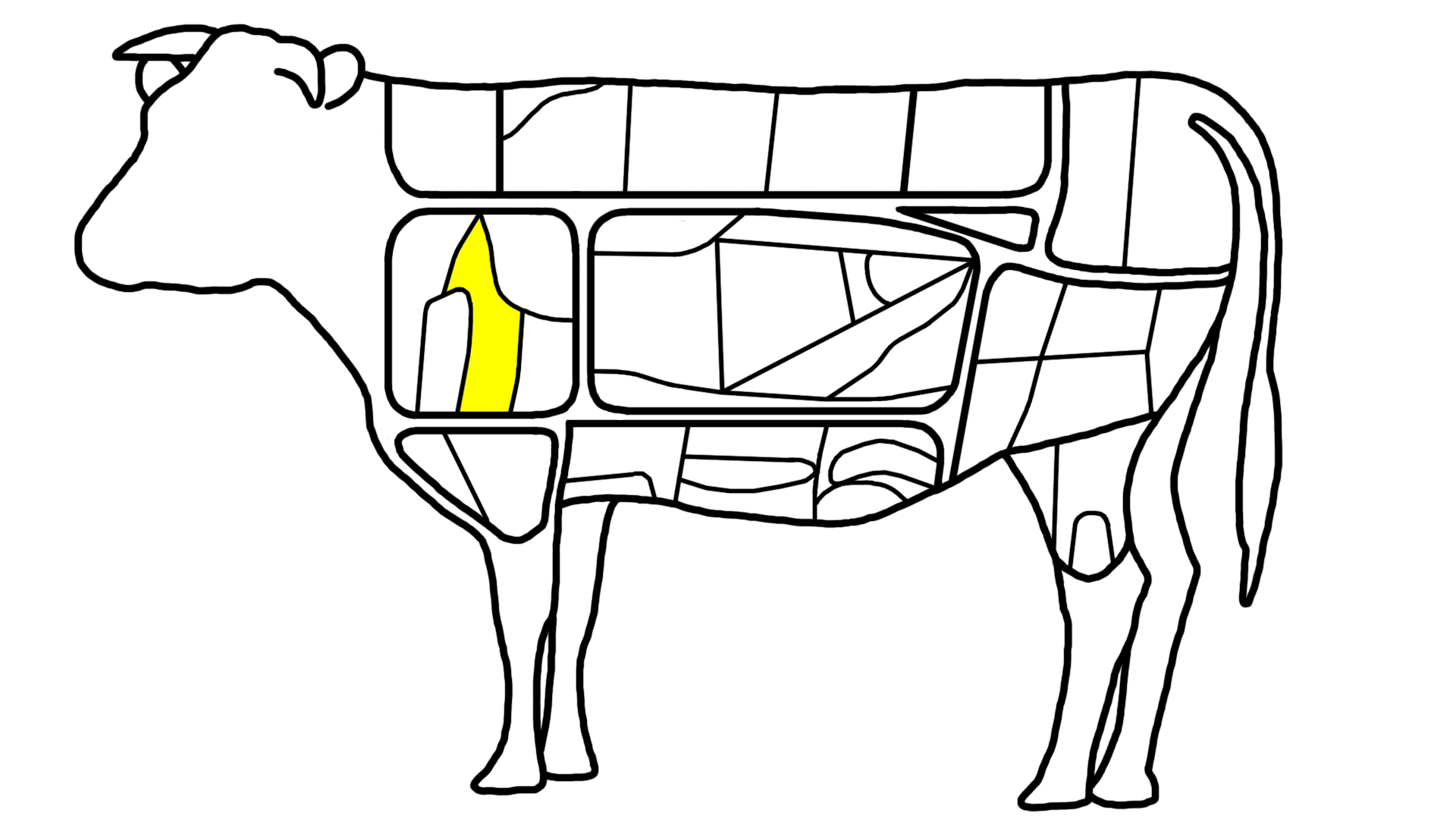
부채덮개살
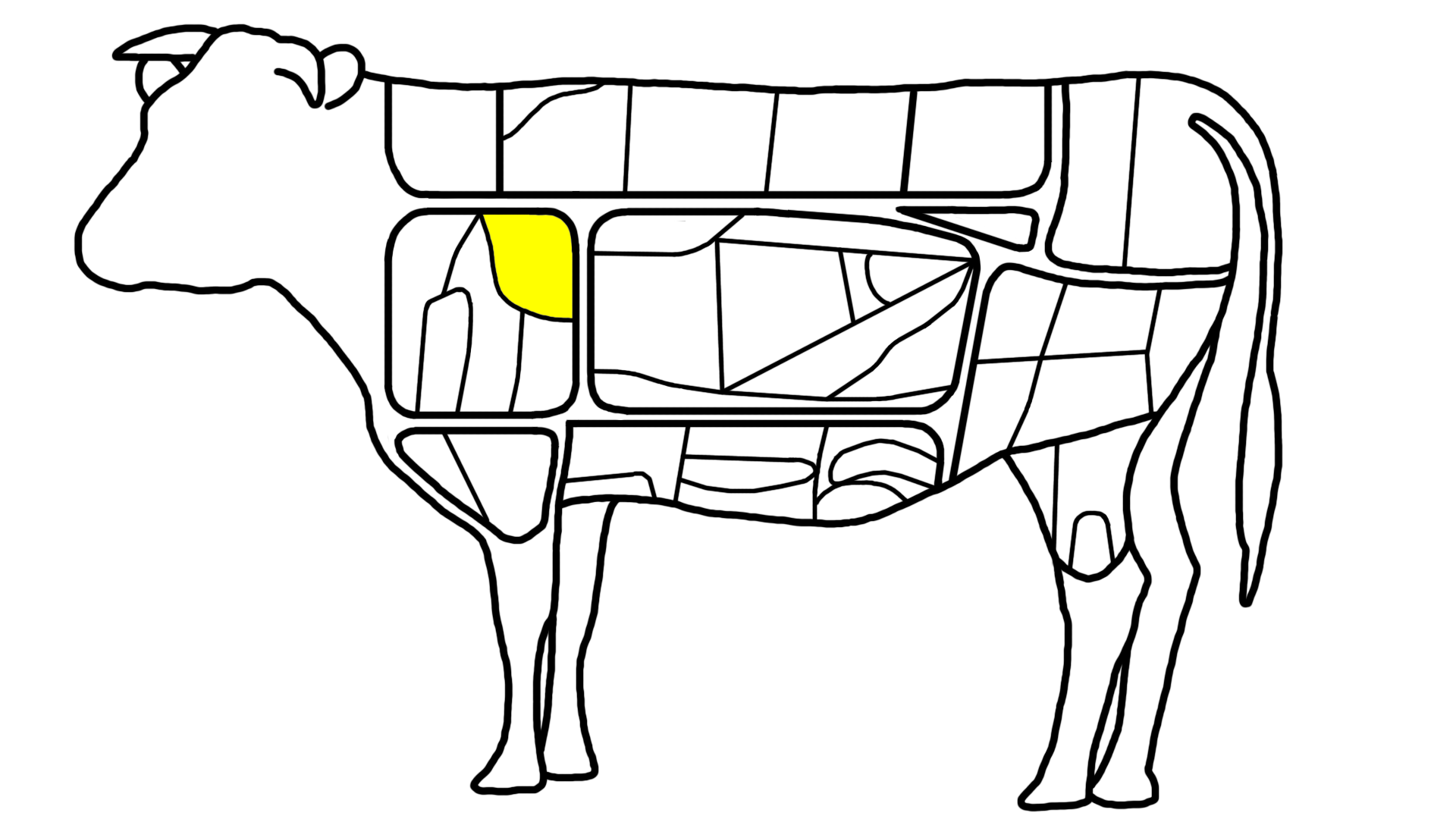
앞다리살
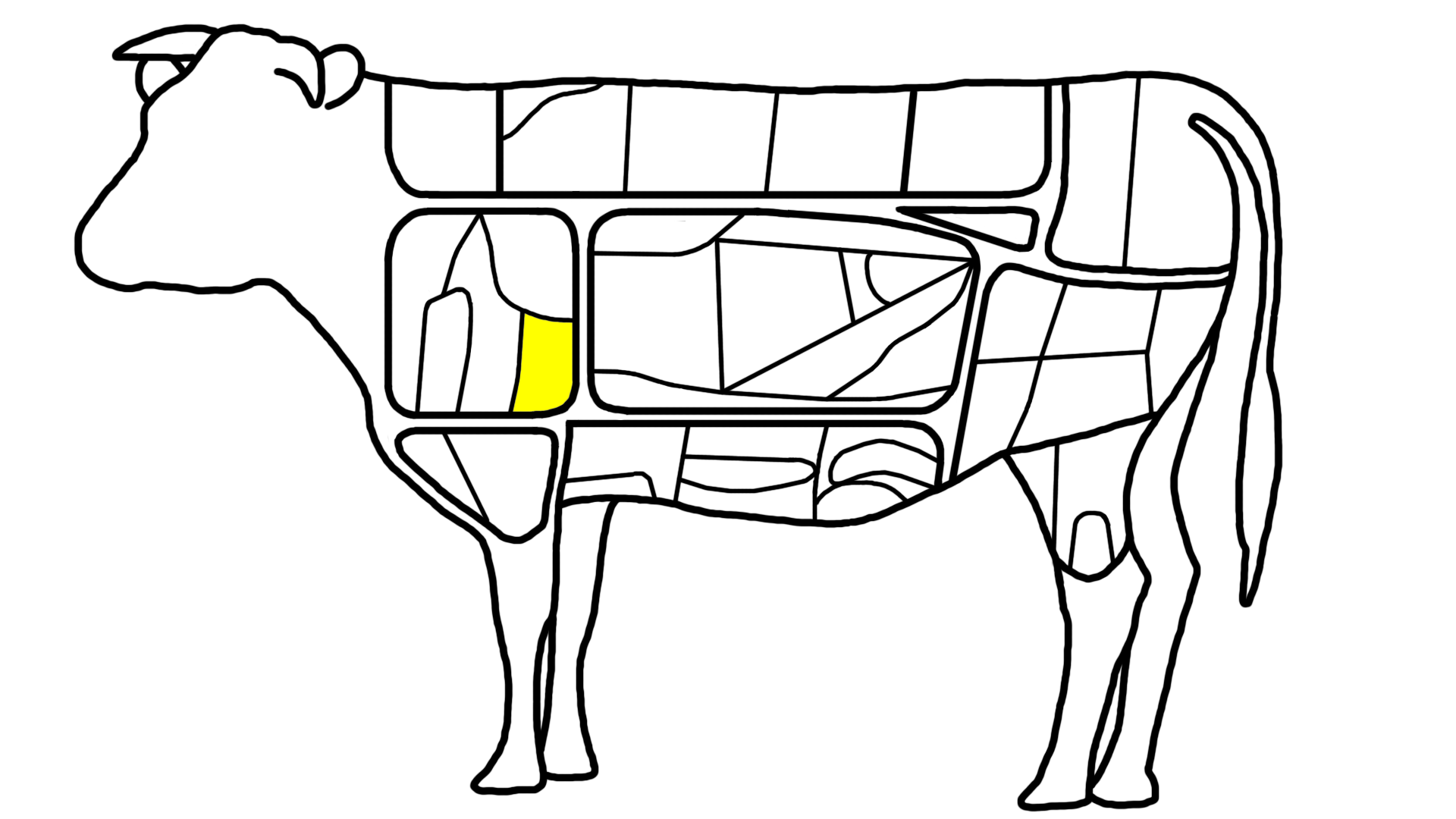
갈비덧살

## 같이 보기
- 브리스킷
- 사태
- 설도
- 척